# Universidade de Gante
A Universidade de Gante (em flamengo: Universiteit Gent, abreviado para UGent) é uma universidade pública de língua neerlandesa situada na cidade de Gante, na Bélgica. É uma das maiores universidades belgas, com cerca de 50 000 alunos e 9000 funcionários docentes e não docentes.
A Universidade de Gante mantém numerosas parcerias com instituições de ensino superior em todo o mundo.

## Faculdades
A Universidade de Gent é composta por onze faculdades:
- Faculdade de Artes e Filosofia;
- Faculdade de Direito;
- Faculdade de Ciências;
- Faculdade de Medicina e Ciências Médicas;
- Faculdade de Engenharia e Arquitetura;
- Faculdade de Economia e Gestão;
- Faculdade de Medicina Veterinária;
- Faculdade de Psicologia e Ciências Educativas;
- Faculdade de Engenharia Biológica;
- Faculdade de Ciências Farmacêuticas;
- Faculdade de Ciências Políticas e Sociais.

## Campi e edifícios
A Universidade de Ghent tem campi e edifícios espalhados por todo o território de Ghent, Merelbeke e Melle. Desde 26 de setembro de 2013, a universidade também tem um campus em Kortrijk.

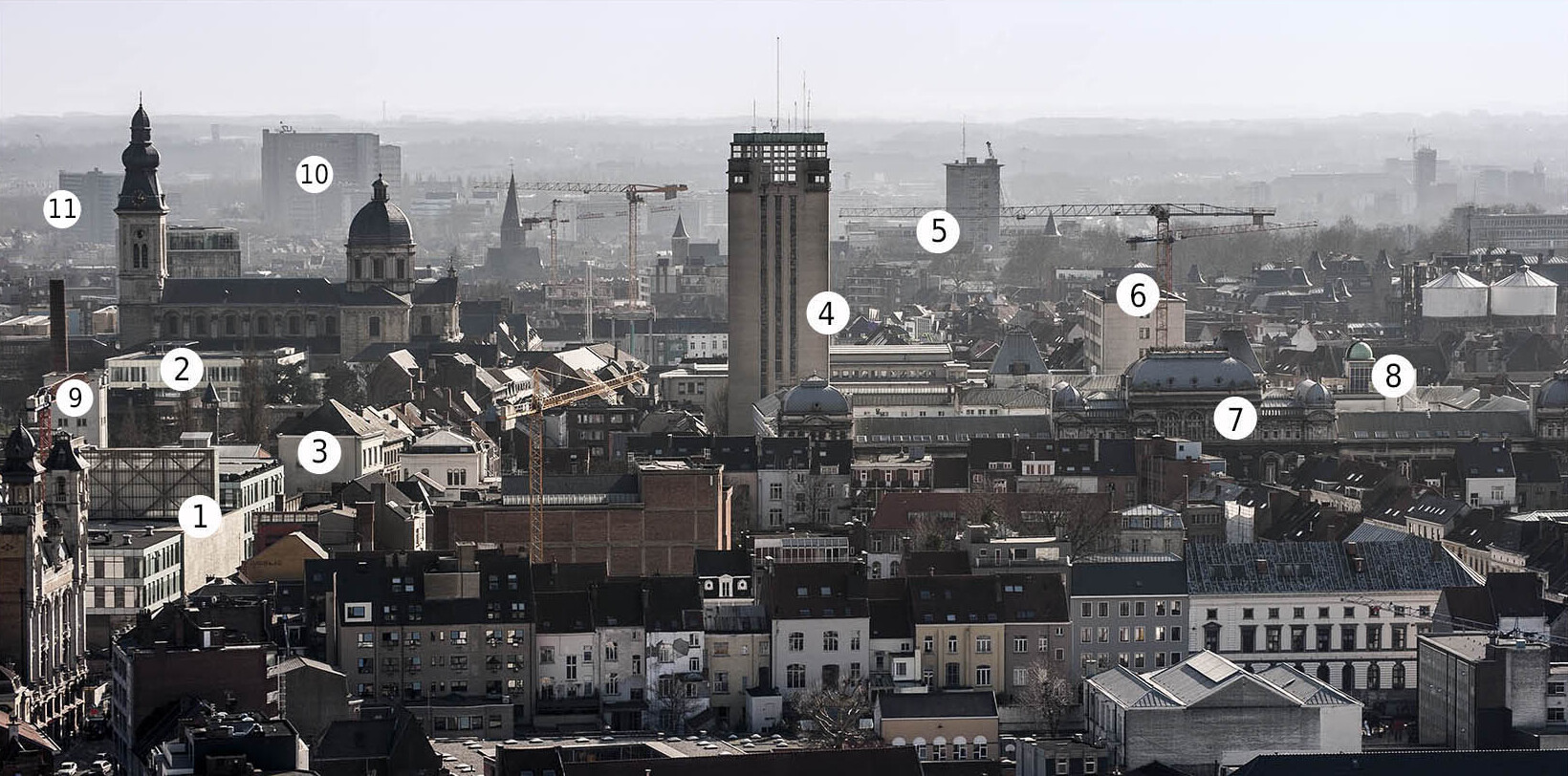
Panorama da cidade de Ghent com alguns edifícios da Universidade de Ghent: 1 Ufo - Fórum Universitário / 2 Economia e Gestão / 3 Cantina De Brug / 4 Boekentoren - Biblioteca / 5 Ledeganck – Ciências e Jardim Botânico / 6 Blandijn - literatura e filosofia / 7 Plateau e Rozier - engenharia e arquitetura, literatura e filosofia / 8 Volkssterrenwacht Armand Pien / 9 Therminal - residência universitária / 10 UZ - medicina e ciências da saúde / 11 Residência Boudewijn

## Alunos notáveis
- Leo Apostel (1925–1995), filósofo

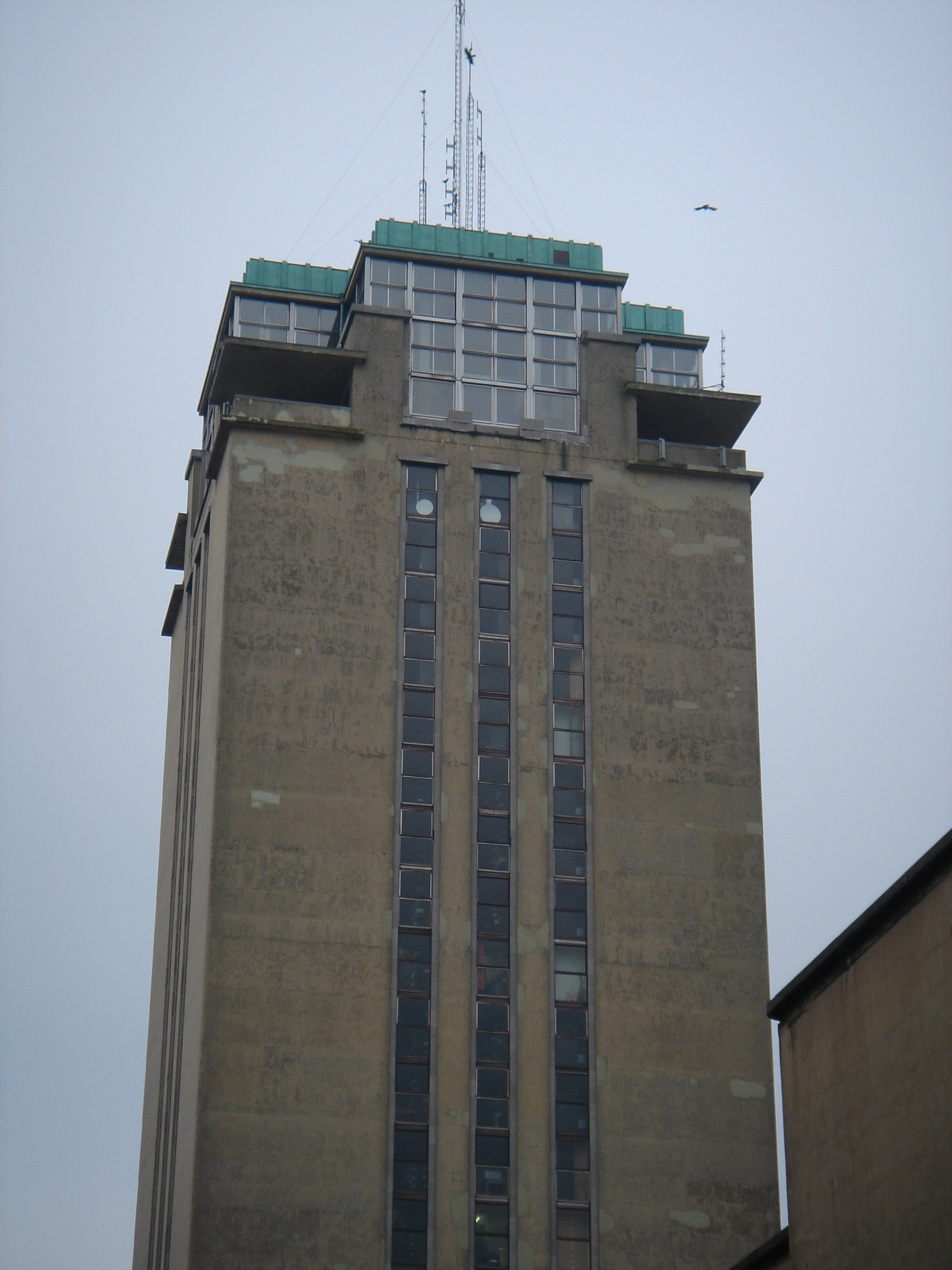
A Boekentoren, torre projectada por Henry van de Velde, é o mais famoso edifício da UGent.

- Leo Baekeland (1863–1944), químico
- Wim Blockmans (1945-), hidtoriador
- Thierry Bogaert, fundador da DevGen
- Luc Bossyns, engenheiro civil
- Marc Bossuyt (1944-), juiz, professor
- Jo Bury, farmacologista, director geral do VIB
- Dries Buytaert (1978-), cientista computacional, fundador da Drupal CMS
- Robert Cailliau (1947-), coinventor da internet
- Luc Coene, economista, vice-governador do Banco Nacional da Bélgica (NBB).
- Marc Coucke (1965-), cofundador da Omega Pharma
- Martin De Prycker (1955-), engenheiro
- Franz Cumont (1868–1947), historiador
- Jean Daskalidès, (1922–1992), ginecologista, fundador da chocolateira Leonidas
- Els De Bens, filólogo, especialista em comunicação social
- Bert De Graeve, jurista, empresário
- Rudy Dekeyser, biólogo molecular, subdirector do VIB
- Jozef De Ley, fundador do Laboratório de Microbiologia da Faculdade de Ciências de Gante
- Wim De Waele, economista e informático, Director do IBBT
- Martin Dobelle, veterano da cirurgia ortopédica
- Paul Fredericq, historiador
- Walter Fiers (1931-), biólogo molecular
- Leopold Flam (1912–1995), historiador, filósofo
- Dirk Frimout (1941-), físico, astronauta
- Derrick Gosselin (1956-), engenheiro, economista, gestor
- Joseph Guislain (1797–1860), fisiologista e psiquiatra
- Jacques-Joseph Haus (1796–1881), jurista
- Lucienne Herman-Michielsens, (1926–1995), jurista, político
- Philippe Herreweghe (1947-), médico, psiquiatra, maestro
- Corneille Heymans (1892–1968), fisiologista (vencedor do Prémio Nobel)
- Mark Janse (1959- ), classicista e linguista
- Friedrich August Kekule von Stradonitz (1829–1896), químico
- Jaap Kruithof, filósofo
- Tom Lanoye (1958-), filologista, escritor
- François Laurent (1810–1887), jurista
- Marguerite Legot (1913–1977), jurista, primeira belga a ocupar um cargo de ministra
- Yves Leterme (1960-), primeiro-ministro belga
- Herman Liebaers (1919-), escritor, ex-marechal da casa real
- Suzanne Lilar (nascida Suzanne Verbist) (1901–1992), filósofa, jurista, ensaísta, novelista

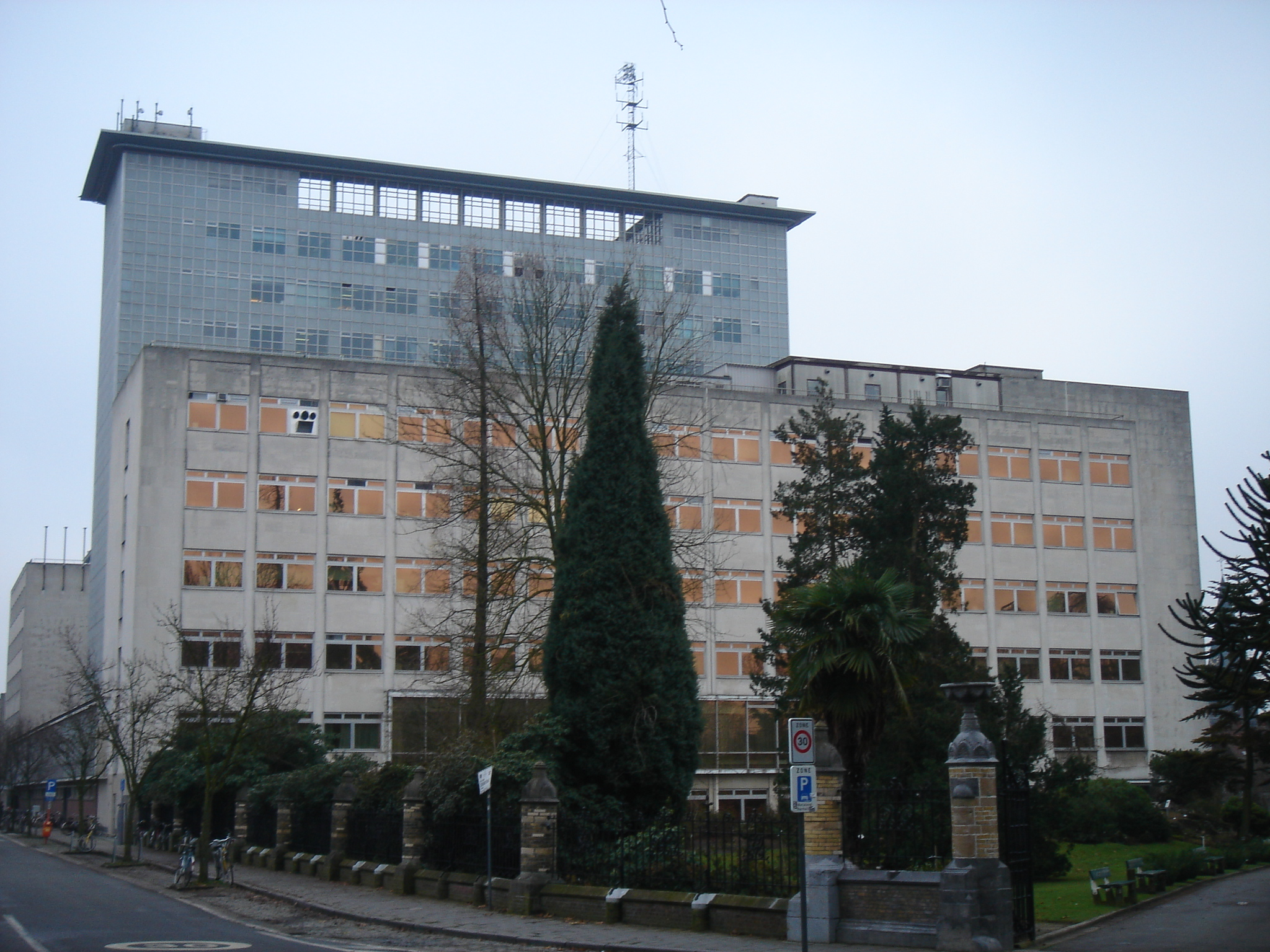
Faculdade de Ciências

- Julius Mac Leod (1857–1919), botânica
- Maurice Maeterlinck (1862–1949), jurista, escritor (ganhador do prêmio Nobel de Literatura de 1911)
- Paul Mansion, matemático
- Rudi Mariën, farmacêutico, presidente da empresa Innogenetics
- Gerard Mortier (1943-), diretor artístico
- Jean-Pierre Nuel (1847–1920), fisiologista
- Peter Piot (1949-), doutor, secretário-geral-assistente da Organização das Nações Unidas
- Henri Pirenne (1862–1935), historiador
- Karel Poma (1920-), químico e político
- Adolphe Quetelet (1796–1874), estatístico
- Godfried-Willem Raes (1952-), compositor, músico e fabricante de instrumentos musicais
- Jacques Rogge (1942-), doutor, presidente do Comitê Olímpico Internacional
- Gustave Rolin-Jaequemyns (1835–1902), jurista, diplomata e cofundador do Instituto de Direito Internacional
- Jozef Schell (1935–2003), biólogo molecular
- Ferdinand Augustijn Snellaert, (1809–1872), médico e escritor
- Luc Van den Bossche (1947-), jurista e político
- Guido van Gheluwe (1926-), jurista e fundador da ordem do Príncipe
- Herman Vanderpoorten, (1922–1984), político
- Hugo Van Heuverswyn (1948-) chemist, biotech pioneer and businessman
- Ann Van Gysel, zoology
- Karel van de Woestijne, (1878–1929), writer
- Prudens van Duyse, (1804–1859), writer
- Henry van de Velde (1863–1957), architect
- Marc Van Montagu (1933-), biotech pioneer
- Désiré van Monckhoven (1934-1882), physicist
- Jules Van Praet (1806–1887), statesman
- Piet Vanthemsche, veterinary surgeon
- Guy Verhofstadt (1953-), former Prime Minister of Belgium
- Dirk Verhofstadt (1955-), publisher
- Etienne Vermeersch (1934-), philosopher
- Kristiaan Versluys, literary scholar
- André Vlerick (1919–1990), economy
- Emile Waxweiler (1867–1916), engineer and sociologist
- Marc Zabeau (1949-), zoology
- Arnoud De Meyer (presently) Director of Judge Business School University of Cambridge.
- Alexander Van Dijck M.D.Pioneer in rare diseases

## Personalidades notáveis ligadas à UGent

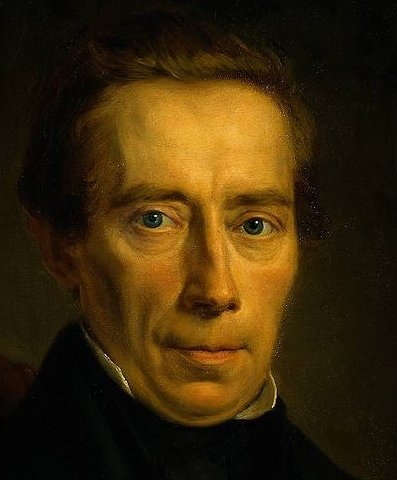
Johan Rudolf Thorbecke

- S.N. Balagangadhara, comparative science of cultures
- Gunnar Brinkmann, professor of computer science
- Jozef De Ley, the founder of the Laboratory of Microbiology at the Faculty of Sciences
- Jan De Maeseneer, medicine, family medicine
- Georges De Moor, medicine, medical informatics
- Walter Fiers, molecular biologist
- Corneille Heymans, physiologist (Nobel prize winner)
- Joseph Plateau, physicist
- Xavier Saelens, biotechnology
- Johan Rudolf Thorbecke, statesman
- Marc Van Montagu, biotech pioneer
- Jeff Schell, biotech pioneer
- August Vermeylen, author, art historian, statesman
- George de Hevesy, Nobel Prize winner, Chemistry
- Alexander Van Dijk,pioneer in rare diseases
- Adolf von Baeyer (1835–1917), chemist (Nobel prize winner), visiting scholar
- Erwin Schrödinger (1887–1961), physicist (Nobel Prize winner),  visiting scholar